# Мальхов (Мекленбург)
Мальхов (нем. Malchow) — город в Германии, районный центр, расположен в земле Мекленбург-Передняя Померания.
Входит в состав района Мюриц. Население составляет 6793 человека (на 31 декабря 2010 года). Занимает площадь 44,60 км². Официальный код — 13 0 56 041.
Город подразделяется на 4 городских района.

## Персоналии
- Карл Церран (1826—1909), американский дирижёр — родился в Мальхове.